# Egoz

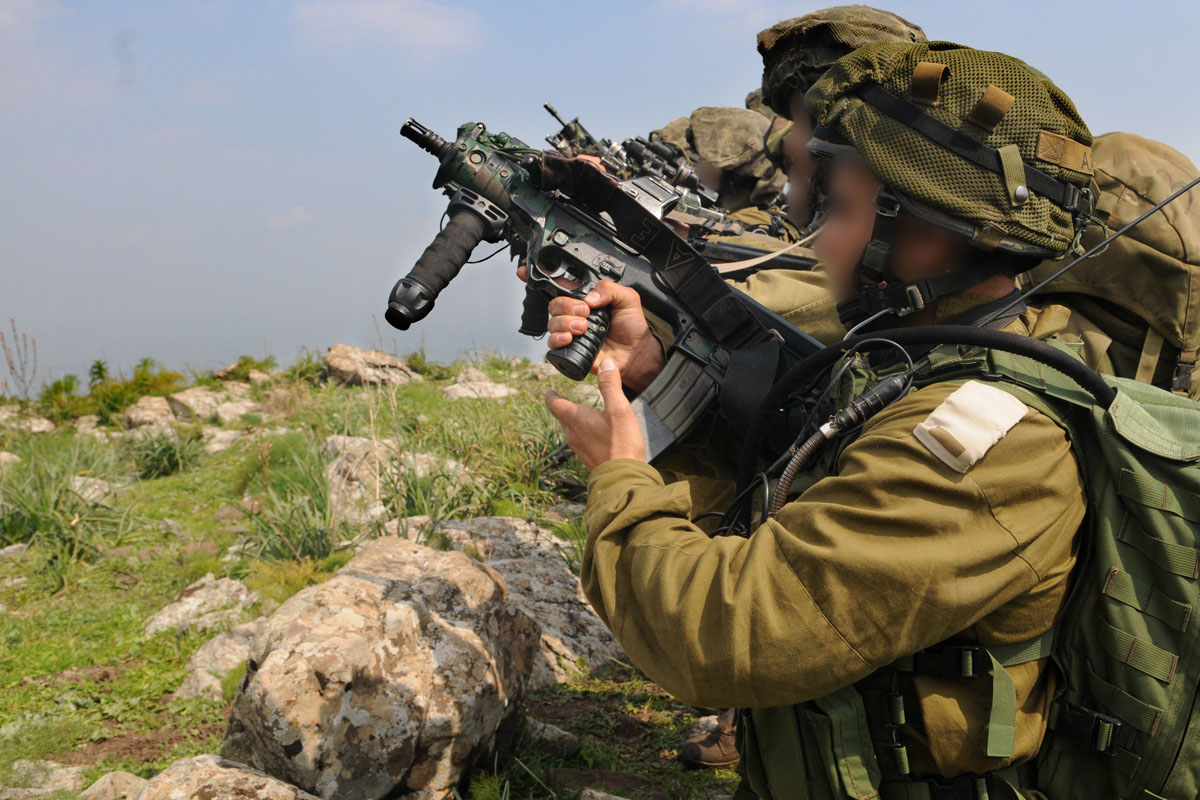
Die Einheit Egoz beim Training.

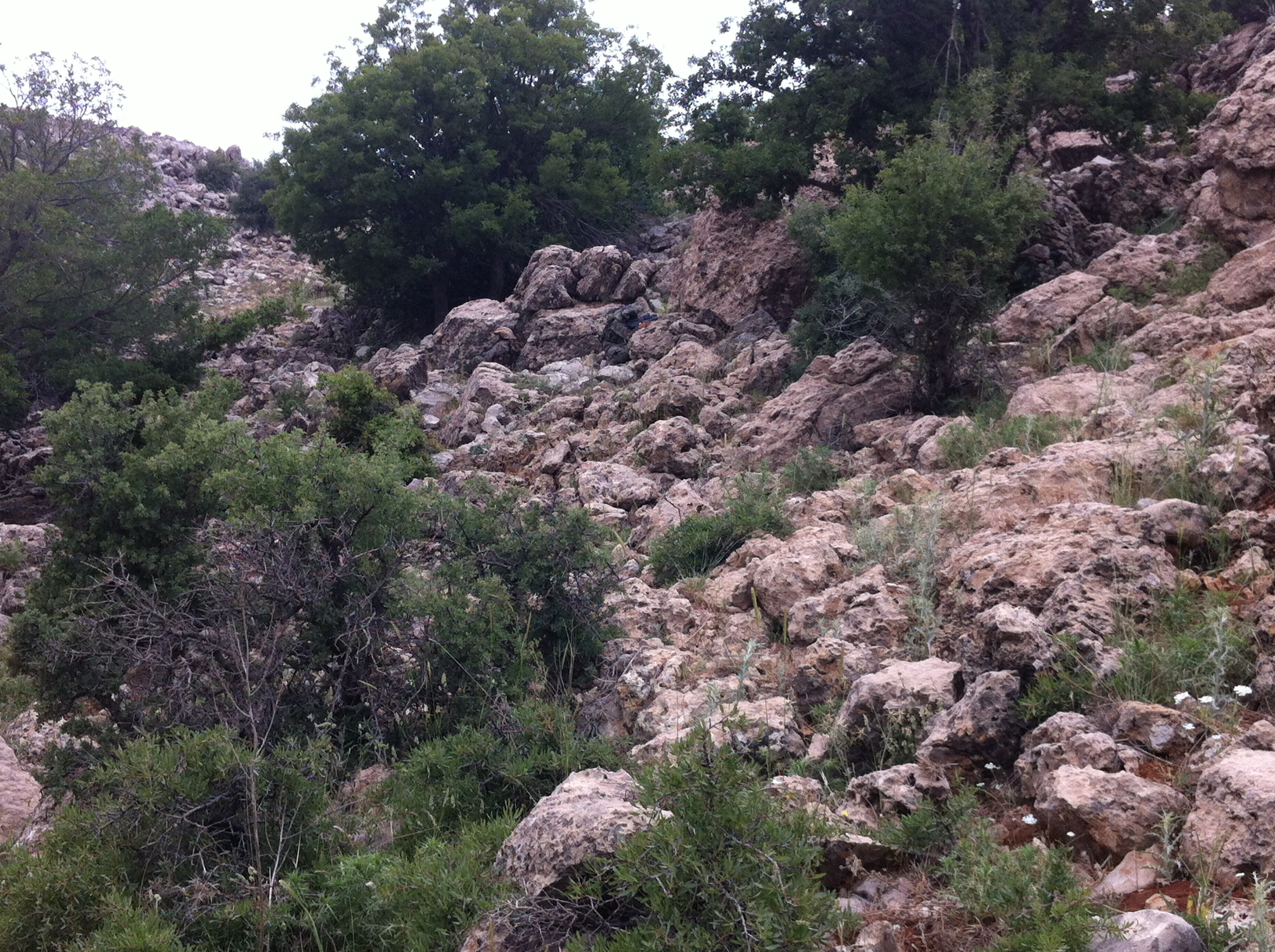
Einsatzkräfte der Egoz-Einheit sind Meister der Tarnung. Im Bild zwei getarnte Soldaten.

Die Einheit 621, auch bekannt als Egoz (deutsch Walnuss, hebräisch יְחִידַת אֱגוֹז Jəchīdat Egōz), ist eine Eliteeinheit der israelischen Verteidigungsstreitkräfte (IDF), die auf Guerillakrieg, militärische Spezialaufklärung und direkte Militäreinsätze spezialisiert ist. Sie erfüllen daneben Aufgaben wie asymmetrische Kriegführung, Terrorismusbekämpfung und Spezialoperationen gemeinsam mit anderen Einheiten. Die Egoz-Einheit ist neben der Maglan-Einheit und der Duvdevan-Einheit Teil der 89. Oz Brigade.

## Geschichte
Vor 2000 war die Einheit hauptsächlich im Libanon eingesetzt, um die Hisbollah zu bekämpfen. Nach dem Rückzug Israels aus dem Südlibanon wird sie vermehrt im Westjordanland und im Gazastreifen eingesetzt.
Die taktische Ausrichtung geht auf die Schajetet 13 (hebräisch שַׁיֶּטֶת 13, deutsch Flottille 13), einer Kampfschwimmereinheit der Israelischen Marine, zurück.